# Л-42
 Л-42 (L-42) — лёгкий многоцелевой четырёхместный двухмоторный самолёт-амфибия, спроектированный в 2004—2005 гг в Самаре, Россия.

## Описание
Самолёт был разработан в 2004—2005 гг. Первый опытный образец построен в 2005 г. Главный конструктор — А. Г. Анненков. Самолёт предназначен для перевозки пассажиров и груза на дальность до 1100 км. Оснащается двумя двигателями Rotax-912ULS. В результате разделения компании на два независимых предприятия в настоящее время производится четыре версии самолёта с несколько отличающимися характеристиками: Л-42М и Л-142 (ООО "НПО Авиатех"), Л-42М-2 и Л-44 (Чайка).
Самолет выполнен по нормальной схеме  свободнонесущий моноплан (высокоплан) с трапециевидным крылом и двумя поршневыми двигателями установленными на крыле. Крыло имеет мощную механизацию в виде щелевых закрылок и оборудовано подкрыльевыми поплавками. Хвостовое оперение самолета V-образное, с размещением стабилизатора на вершине килей. Шасси самолета √ трехстоечное, убирающееся с хвостовым колесом. Основные опоры шасси поднимаются в верх к фюзеляжу. В фюзеляже самолета, выполненном по схеме лодка - монокок, располагается кабина, объединяющая рабочее место экипажа и пассажирский салон, с общим числом мест - 4 (2 ряда кресел по 2 кресла). Кабина оборудована системой вентиляции и обогрева. Управление самолета штурвального типа, по заказу двойное, для обучения.
Весной 2017 года компания "Авиатех" приняла решение сменить обозначения самолётов Л-42М на Л-142. Решение о переименовании самолётов связано с тем, что СК "Чайка" выпускает самолёты Л-42 и готовится к выпуску самолёта Л-72, имеющих такое же обозначение, как и самолёты разработки и производства компании "Авиатех"

## Катастрофы
| Дата       | Бортовой номер | Место аварии        | Жертвы | Краткое описание |
| ---------- | -------------- | ------------------- | ------ | --- |
| 13.06.2010 | RA-0600G       | Серпуховский район  | 3/3    | Во время проведения сбора пилотов легкомоторной авиации СЛА-2010, гидроплан Л-44, после неудачного взлёта с озера с получением пробоины фюзеляжа и забором воды, смещения кресла пилота, отказе указателя скорости, на высоте 70 метров во время выполнения разворота под действием внезапного сильного порыва ветра изменил курс и упал на землю в районе озера Павленское, после чего загорелся, все находившиеся на борту 3 человека погибли. |
| 07.08.2014 | RA-1733G       | Подосиновский район | 4/4    | Около 22:20 внезапно спикировал и разбился на территории Подосиновского района Кировской области. В результате авиакатастрофы погиб создатель этой машины Алексей Анненков. |
| 23.07.2017 | RA-0786G       | Нижнеудинский район | 0/3    | Потерпел аварию во время взлёта с озера Медвежье. |
| 18.04.2020 | RA-2961G       | Хабаровский Край    | 4/4    | Разбился во время испытательного полета для продления СЛГ. При выполнении полета на скорости сваливания, свалился в штопор на малой высоте . Расследование продолжается. |
| 23.05.2024 | RA-            | Калуга              | 0/4    | При посадке выкатился за пределы взлётной полосы. В результате посадки у воздушного судна повреждено левое крыло и подломлена левая основная стойка шасси. Начато расследование. |

## Лётно-технические характеристики
- Экипаж: 1-2 человека
- Пассажировместимость: 4 человек
- Масса пустого: 800 кг

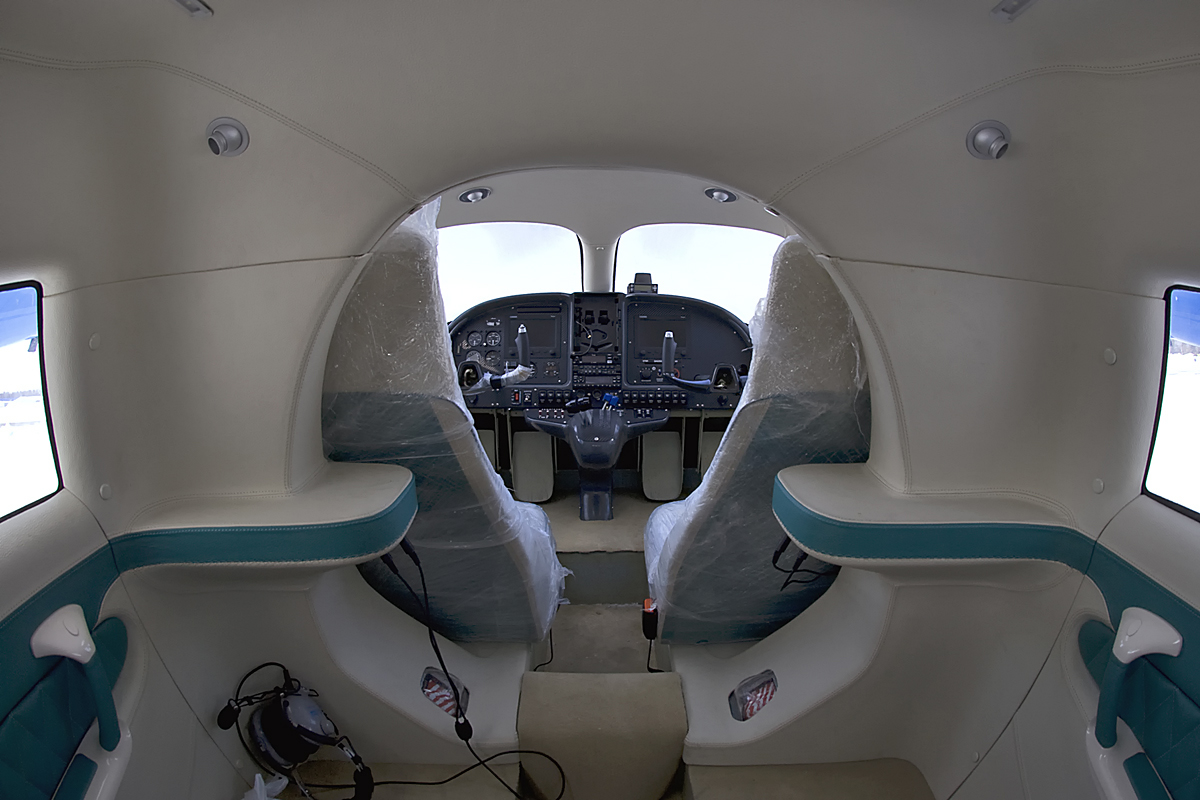
Салон Л-42М

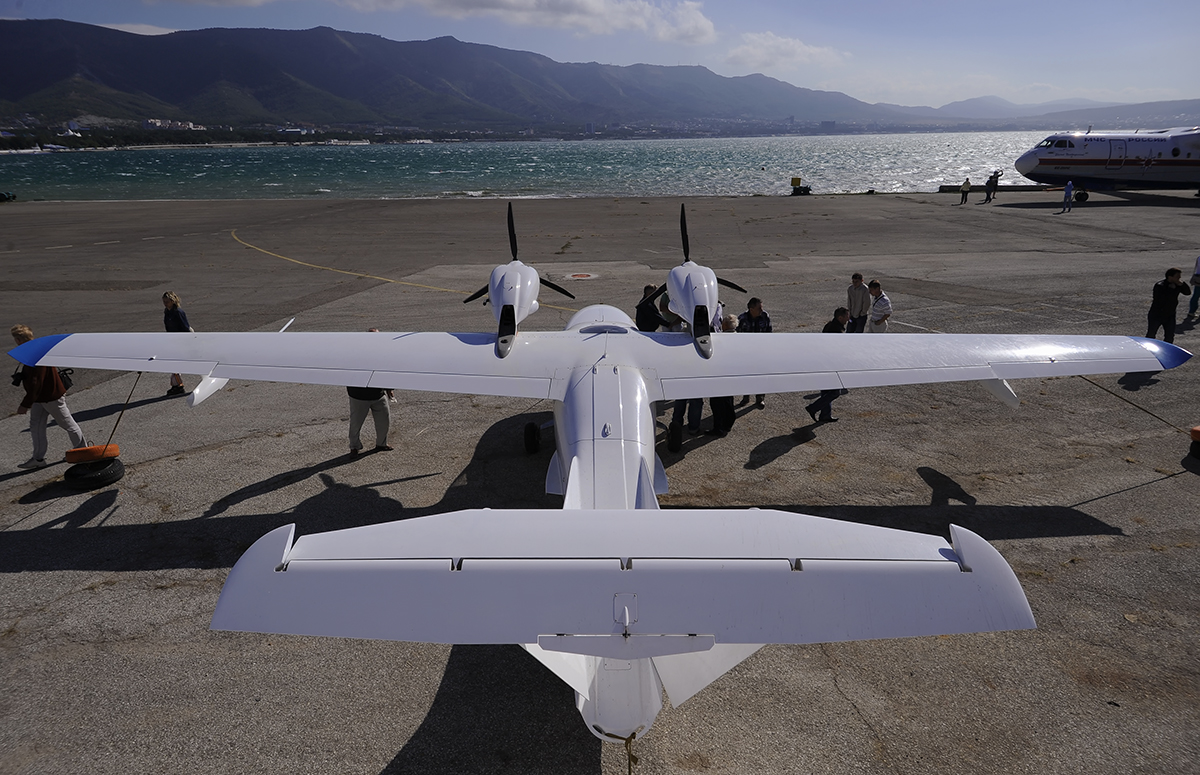
Л-42М

- Максимальная взлётная масса: 1400 кг
- Масса полезной нагрузки: 500 кг
- Мощность двигателей: 2 × 100 л.с.
- Используемое топливо: Аи-95
- Тип винта: ВИШ АР332
- Объём топливных баков: 320 л.
- Скорость
  - Крейсерская скорость: 180 км/ч
  - Максимальная скорость:  210 км/ч
  - Скорость отрыва: 75-85 км/ч
- Практическая дальность: 1100 км
- Длина разбега с максимально взятым грузом: 300